# Saint-Agnet
Saint-Agnet es una comuna francesa situada en el departamento de Landas, en la región de Nueva Aquitania.

## Demografía
| 190 | 177 | 173 | 181 | 190 | 188 | 179 |
| Para los censos de 1962 a 1999 la población legal corresponde a la población sin duplicidades (Fuente: INSEE [Consultar]) |     |     |     |     |     |     |